# سیارک ۵۳۱۴
سیارک ۵۳۱۴ (به انگلیسی: 5314 Wilkickia، نامگذاری:1982SG4) پنج هزار و سیصد و چهاردهمین سیارک کشف شده‌است که در ۲۰ سپتامبر ۱۹۸۲ کشف شد.
قدر مطلق سیارک برابر ۱۲٫۰۰ است.